# Stadtrichter

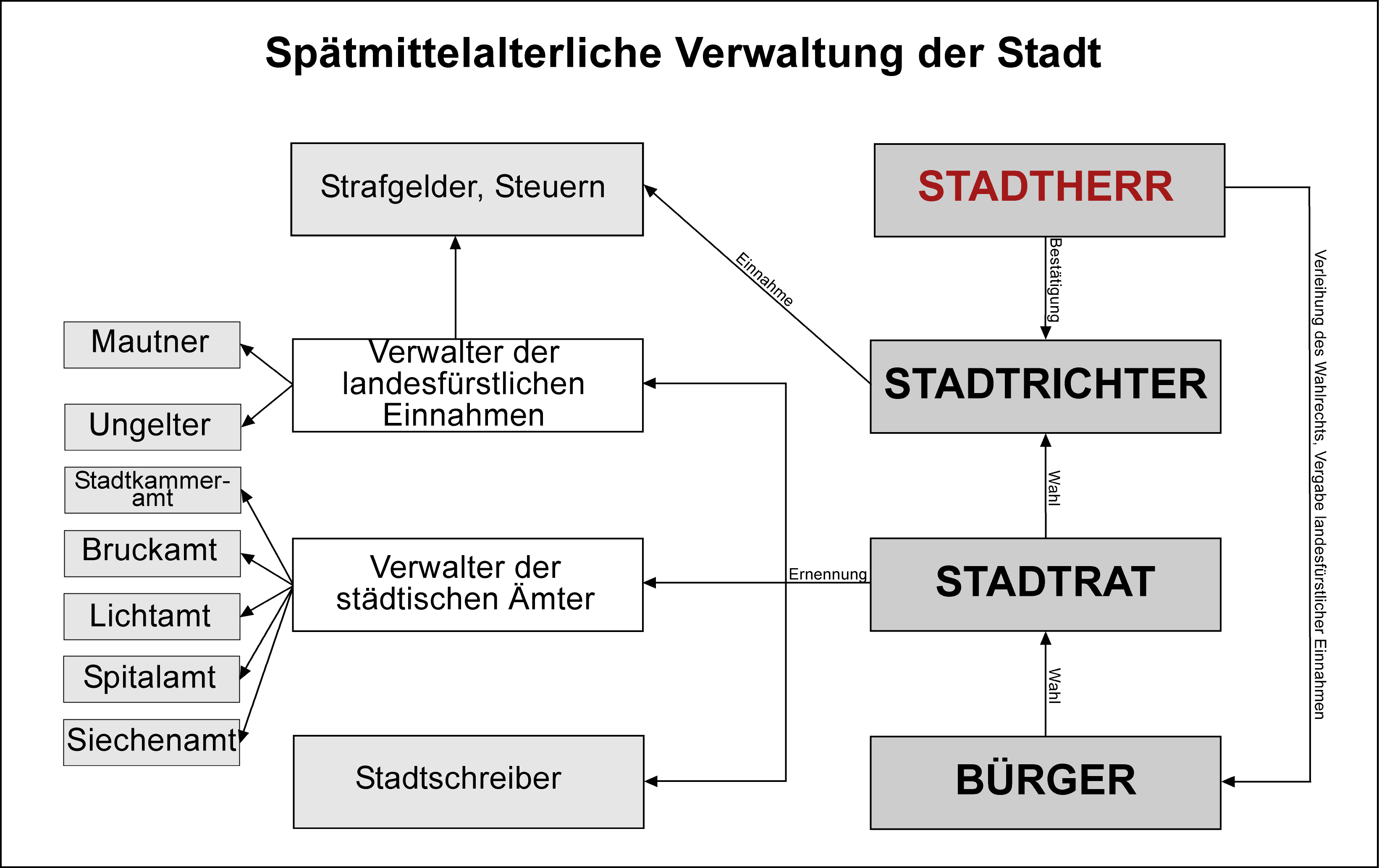
Verwaltungsstruktur der Stadtregierung im Mittelalter

Als Stadtrichter (lateinisch: praetor urbanus) bezeichnete man den mittelalterlichen oder frühneuzeitlichen Leiter eines Stadtgerichts in der Zeit, als in der untersten Instanz Justiz und Verwaltung noch nicht getrennt waren. In der Anfangszeit der Städte setzte der Landesherr einen Schultheiß ein, der dort die niedere Gerichtsbarkeit in seinem Namen ausübte (Patrimonialgerichtsbarkeit). Mit dem Aufstieg und der Selbstverwaltung der Städte gingen die Verwaltungsaufgaben auf den Stadtrat und den Bürgermeister über. Der Bürgermeister oder Stadtsyndikus oder auch der Stadtschreiber wickelte zugleich die Rechtsangelegenheiten der Stadt ab und wurde in dieser Funktion Stadtrichter genannt. Der Stadtrat bestätigte und beurkundete (falls erforderlich) die Beschlüsse (sogenanntes Stadtgericht).
Waren die Aufgaben auf verschiedene Personen verteilt, war der Bürgermeister dem Stadtrichter übergeordnet und die Aufgabenverteilung in der Stadtordnung geregelt. Dem Stadtrichter gegenübergestellt werden kann der Landrichter.